# 高田将司
高田 将司（たかだ まさし、1989年10月25日 - ）は、日本の俳優、タレント、スタントマン、スーツアクター。東京都出身。ジャパンアクションエンタープライズ所属。

## 来歴・人物
渋谷教育学園幕張中学校・高等学校中学校卒業、高等学校卒業。中高時代は陸上部所属。
中学生の時に、ジャン＝クロード・ヴァン・ダム主演のアクション映画を見てアクション俳優を志望する。高校1年生になってから、第36期生として養成部に入部する。同期に、伊藤教人・高橋玲・人見早苗・藤井祐伍・増田広司・南誉士広・村岡友憲がいる。
高校生時代は、夏休みなどの長期休暇の期間に仮面ライダーシリーズやスーパー戦隊シリーズで補助や兵隊のスーツアクターを務めた。
2009年の『仮面ライダーディケイド』『仮面ライダーW』でゲスト怪人を演じた後、2010年に『仮面ライダーオーズ/OOO』のガメル役でレギュラーを初担当した。2013年に『獣電戦隊キョウリュウジャー』でヒーロー役に起用され、翌年の『烈車戦隊トッキュウジャー』でもブルーの戦士を演じる。以後、スーパー戦隊シリーズにレギュラー参加する。
仮面ライダーシリーズやスーパー戦隊シリーズでは、主にコミカルなキャラクターを演じる。またプロレスを愛好しており、演技でプロレス技を取り入れることも多い。
2016年の『動物戦隊ジュウオウジャー』では追加戦士ジュウオウザワールド役を務めたが、ケガにより一時期降板していた。復帰後も次番組参加のため終盤はほとんど演じていない。変身前を演じる國島直希とは事前に役についての話し合いを重ねていたが、演じる期間が短くなり國島に対し申し訳ない気持ちを持つ一方で、一番やりがいのある1年であったとも述べている。
2017年の『宇宙戦隊キュウレンジャー』のシシレッド役で自身初のレッド役を担当。東映プロデューサーの望月卓は、高田を起用した理由について、これまでコメディ寄りのキャラクターを演じてきたことと、強そうに見える体格であることを挙げている。
事務所公認のユニット「高田JAPAN」の監督も務める。
『騎士竜戦隊リュウソウジャー』で共演した綱啓永は、高田について優しくて面白いと評しており、現場でイジられても怒らないことを証言している。また、役者としても役についてとても考えていることを尊敬していると述べている。
プロ野球福岡ソフトバンクホークスのファンで特に松田宣浩のファンである。

## 出演

### 特撮テレビドラマ
- 仮面ライダーシリーズ（テレビ朝日）
  - 仮面ライダーカブト（2006年 - 2007年） - 補助
  - 仮面ライダー電王（2007年 - 2008年） - イマジン、補助
  - 仮面ライダーキバ（2008年 - 2009年） - 作業員 役、補助
  - 仮面ライダーディケイド（2009年） - アビスラッシャー[5]、仮面ライダーカリス[16]、補助
  - 仮面ライダーW（2009年 - 2010年） - 警官 役、バード・ドーパント[5]、パペティアー・ドーパント[5]、ライアー・ドーパント[5]、補助
  - 仮面ライダーオーズ/OOO（2010年 - 2011年） - ガメル[5][6][12]、アンク（ロスト）[5]、ヤミー[17]、補助
  - 仮面ライダーフォーゼ（2011年 - 2012年） - ハウンド・ゾディアーツ[5]、アルター・ゾディアーツ、ピクシス・ゾディアーツ[5]、アリエス・ゾディアーツ、補助
  - 仮面ライダーウィザード（2012年 - 2013年） - グール[要出典]、補助
  - 仮面ライダー鎧武（2013年 - 2014年）
  - 仮面ライダードライブ（2014年 - 2015年）
  - 仮面ライダーゴースト（2015年 - 2016年） - 仮面ライダースペクター（コピー・マコト）[18]
  - 仮面ライダーエグゼイド（2016年 - 2017年）
  - 仮面ライダービルド（2017年 - 2018年）
  - 仮面ライダージオウ（2018年 - 2019年） - 仮面ライダーバース[19]、モモタロス[20]
  - 仮面ライダーゼロワン（2019年 - 2020年）
  - 仮面ライダーセイバー（2020年 - 2021年） - サラリーマン（第11章） 役[21]
  - 仮面ライダーリバイス（2021年 - 2022年） - フェニックス隊員（第3・19話） 役[22]
  - 仮面ライダーギーツ（2022年 - 2023年） - スエル[23][7] / 仮面ライダーゲイザー（スエル）[24][7]、ジャマト[7]、ジャマトライダー[7]、警察官（第33話）
  - 仮面ライダーガヴ（2024年 - 2025年） - ボッカ・ジャルダック[25]
- スーパー戦隊シリーズ（テレビ朝日）
  - 轟轟戦隊ボウケンジャー（2006年 - 2007年） - カース[要出典]、補助
  - 獣拳戦隊ゲキレンジャー（2007年 - 2008年） - リンシ―[要出典]、補助
  - 炎神戦隊ゴーオンジャー（2008年 - 2009年） - ウガッツ[要出典]、補助
  - 侍戦隊シンケンジャー（2009年 - 2010年） - ナナシ[要出典]、補助
  - 天装戦隊ゴセイジャー（2010年 - 2011年） - ビービ[要出典]、補助
  - 海賊戦隊ゴーカイジャー（2011年 - 2012年） - 警官 役、補助
  - 特命戦隊ゴーバスターズ（2012年 - 2013年） - ブルーバスター[要出典]、補助
  - 獣電戦隊キョウリュウジャー（2013年 - 2014年） - キョウリュウブルー[5][6][12][26]、ゾーリ魔[27]
  - 烈車戦隊トッキュウジャー（2014年 - 2015年） - トッキュウ2号[28][2][5][12]、ゼット怪人態[29]
  - 手裏剣戦隊ニンニンジャー（2015年 - 2016年） - スターニンジャー[3][5][12]、狼男[30]、アカレンジャー[31]
  - 動物戦隊ジュウオウジャー（2016年 - 2017年） - ジュウオウザワールド[32][5][4][12]、ジュウオウワイルド[33]、カップル男（第40話） 役
  - 宇宙戦隊キュウレンジャー（2017年 - 2018年） - シシレッド[13][6][12]
  - 快盗戦隊ルパンレンジャーVS警察戦隊パトレンジャー（2018年 - 2019年） - パトレン1号[34][6][12][35] / パトレンU号[36][12][35]、警察官（第14話）、改造ポーダマン（第46話）[37] 役
  - 騎士竜戦隊リュウソウジャー（2019年 - 2020年） - リュウソウブルー[38][12]、ナンパ男（第10話）[39] 役
  - 魔進戦隊キラメイジャー（2020年 - 2021年） - キラメイシルバー[40]、ギガントドリラー[41]、キラメイゴールド[42]、カートヒルドン（第35話）[42]
  - 機界戦隊ゼンカイジャー（2021年 - 2022年） - ゼンカイザー[43][44]、キカイノイド[45]、シシレッド（第5カイ！）[46]、刑事（第21カイ！） 役[47]
  - 暴太郎戦隊ドンブラザーズ（2022年 - 2023年） - キジブラザー（モーションアクター）[48][49][50][8] / キジブラザーロボタロウ（CG操演）[50]、ゼンカイザーブラック[51][50][8]、朝田刑輔（ドン4・5・31話） 役[52][49][8]、激走鬼（ドン15話）[53]、太陽鬼（ドン33話）[54]
  - 王様戦隊キングオージャー（2023年 - 2024年） - スパイダークモノス[55][8][9]、兵士（第1・7・11・23・24話）役[56][8][9] 役、蜘蛛仮面（第11話）[55]、キョウリュウブルー[9]、格闘ゲームのプレイヤー（第34・47話）[9]
  - 爆上戦隊ブンブンジャー（2024年 - 2025年） - ビュン・ディーゼル[57][10] / ビュンビュンマッハーロボ[58][10]、フェイクブンオレンジ（バクアゲ37）[59]、ゴーカイブルー（バクアゲ43）[10]、朝田先輩（バクアゲ6） 役[60]
  - ナンバーワン戦隊ゴジュウジャー（2025年 - ）

#### テレビスペシャル
- 仮面ライダーG（2009年） - アキャリナワーム
- 烈車戦隊トッキュウジャーVS仮面ライダー鎧武 春休み合体スペシャル（2014年） - トッキュウ2号[61]
- 手裏剣戦隊ニンニンジャーVS仮面ライダードライブ 春休み合体1時間スペシャル（2015年）
- 4週連続スペシャル スーパー戦隊最強バトル!!（2019年）

### テレビドラマ
- 風林火山（2007年1月7日 - 12月16日、NHK） - 足軽 役
- 篤姫（2008年1月6日 - 12月14日、NHK） - 兵士 役
- スクラップ・ティーチャー〜教師再生〜 第7話（2008年10月11日 - 12月13日、日本テレビ） - 暴走族 役
- お笑いジーニアス（2009年2月23日、フジテレビ） - 学生 役
- 陽炎の辻3 〜居眠り磐音 江戸双紙〜（2009年4月18日 - 8月8日、NHK） - 雑賀衆忍者 役
- 東京DOGS 第4話（2009年10月19日 - 12月21日、フジテレビ） - 大山の仲間（学生） 役
- 外事警察 第1話（2009年11月14日 - 12月19日、NHK） - SAT隊員 役
- 龍馬伝（2010年1月3日 - 11月28日、NHK） - 大石団蔵 役
- サラリーマン金太郎2 第9・10話（2010年1月8日 - 3月12日、テレビ朝日） - 旭生会ヤクザ 役
- 警部補 矢部謙三（2010年4月9日 - 5月14日、テレビ朝日） - テロリスト（第1話） 役、矢部謙三（生瀬勝久）吹き替え、犯人吹き替え（第5・6話）
- 戦国★男士 第19話（2011年10月 - 2012年3月、テレビ神奈川・千葉テレビ・テレビ埼玉・サンテレビジョン） - 戦う男 役
- ダーティ・ママ!（2012年1月11日 - 3月14日、日本テレビ） - 佐々木卓也（上地雄輔）吹き替え
- SMAP×SMAP（2012年2月6日、フジテレビ） - 悪役
- クロヒョウ2 龍が如く 阿修羅編（2012年4月5日 - 6月21日、TBS） - チンピラ、警備員、刑事 役、佐伯晃一（林剛史）吹き替え
- プレミアムドラマ 恋愛検定 第2話（2012年6月3日 - 24日、NHK） - 高校生 役
- 問題物件 第4話（2025年2月5日、フジテレビ） - 黒服 役[62]

### 映画
- 母べえ（2008年1月26日） - 兵隊 役
- 20世紀少年 第1章 終わりの始まり（2008年8月30日） - 自衛隊 役
- 20世紀少年 第2章 最後の希望（2009年1月31日）
- ドロップ（2009年3月20日） - 南中生徒、鬼兵隊 役、赤城亨（増田修一朗）吹き替え
- 20世紀少年 最終章 ぼくらの旗（2009年8月29日） - 氷の女王一派のメンバー 役
- 劇場版TRICK 霊能力者バトルロイヤル（2010年5月8日） - 妖術使い、町人 役
- ロストクライム -閃光-（2010年7月3日） - 機動隊員 役
- BECK（2010年9月4日） - 警備員 役
- 半次郎（2010年10月9日） - 山岡忠五郎 役
- 太平洋の奇跡 -フォックスと呼ばれた男-（2011年2月11日） - 平山30隊 役
- 漫才ギャング（2011年3月19日） - ストリートギャング / スカルキッズメンバー 役
- 海賊戦隊ゴーカイジャーVS宇宙刑事ギャバン THE MOVIE（2012年）
- BRAVE HEARTS 海猿 （2012年7月13日） - 潜水士 役
- エイトレンジャー∞（2012年7月28日） - テロリスト、ダークの部下、機動隊 役
- 宇宙刑事ギャバン THE MOVIE（2012年）
- イン・ザ・ヒーロー（2014年9月6日） - 忍者 役
- セイバー+ゼンカイジャー スーパーヒーロー戦記（2021年7月22日）
- スーパー戦闘 純烈ジャー 追い焚き☆御免（2022年9月1日）[63]
- 仮面ライダーシリーズ
  - 劇場版 仮面ライダー電王&キバ クライマックス刑事（2008年）
  - 劇場版 さらば仮面ライダー電王 ファイナル・カウントダウン（2008年） - 再生イマジン[5]
  - 劇場版 超・仮面ライダー電王&ディケイド NEOジェネレーションズ 鬼ヶ島の戦艦（2009年）
  - 劇場版 仮面ライダーディケイド オールライダー対大ショッカー（2009年）
  - 劇場版 仮面ライダー×仮面ライダー W&ディケイド MOVIE大戦2010（2009年）
  - 仮面ライダー×仮面ライダー×仮面ライダー THE MOVIE 超・電王トリロジー（2010年）
    - EPISODE RED ゼロのスタートウィンクル
    - EPISODE BLUE 派遣イマジンはNEWトラル
    - EPISODE YELLOW お宝DEエンド・パイレーツ

  - 仮面ライダーW FOREVER AtoZ/運命のガイアメモリ（2010年） - 怪人、野次馬 役
  - 仮面ライダー×仮面ライダー オーズ&ダブル feat.スカル MOVIE大戦CORE（2010年） - ガメル、スパイダー・ドーパント[5]、プテラノドンヤミー（雄）
  - オーズ・電王・オールライダー レッツゴー仮面ライダー（2011年） - 仮面ライダー2号[64]、仮面ライダーNEW電王[64]、ザンジオー[64]、ショッカー首領[64]
  - 劇場版 仮面ライダーオーズ WONDERFUL 将軍と21のコアメダル（2011年） - ガメル
  - 仮面ライダー×仮面ライダー フォーゼ&オーズ MOVIE大戦MEGA MAX（2011年） - サドンダス
  - 仮面ライダーフォーゼ THE MOVIE みんなで宇宙キターッ!（2012年）
  - 仮面ライダー×仮面ライダー ウィザード&フォーゼ MOVIE大戦アルティメイタム（2012年） - 仮面ライダーフォーゼ[65]、ヘラクレス・ゾディアーツ
  - 劇場版 仮面ライダーウィザード in Magic Land（2013年）
  - 劇場版 仮面ライダー鎧武 サッカー大決戦!黄金の果実争奪杯!（2014年） - 風連部隊[12]
  - 仮面ライダー×仮面ライダー ドライブ&鎧武 MOVIE大戦フルスロットル（2014年）
  - 仮面ライダー×仮面ライダー ゴースト&ドライブ 超MOVIE大戦ジェネシス（2015年）
  - 仮面ライダー1号（2016年） - 怪人[12]
  - 仮面ライダー平成ジェネレーションズ Dr.パックマン対エグゼイド&ゴーストwithレジェンドライダー（2016年）
  - 仮面ライダー平成ジェネレーションズ FINAL ビルド&エグゼイドwithレジェンドライダー（2017年）
  - 平成仮面ライダー20作記念 仮面ライダー平成ジェネレーションズ FOREVER（2018年）
  - 劇場版 仮面ライダージオウ Over Quartzer（2019年）[66]
  - 仮面ライダー 令和 ザ・ファースト・ジェネレーション（2019年）[67]
  - 仮面ライダー電王 プリティ電王とうじょう!（2020年）
  - 劇場版 仮面ライダーリバイス（2021年）
  - 仮面ライダー ビヨンド・ジェネレーションズ（2021年）
  - 仮面ライダーギーツ×リバイス MOVIEバトルロワイヤル（2022年）
  - 仮面ライダー THE WINTER MOVIE ガッチャード&ギーツ 最強ケミー★ガッチャ大作戦（2023年）
  - 仮面ライダーガヴ お菓子の家の侵略者（2025年） - 仮面ライダーカリエス[68]
- スーパー戦隊シリーズ
  - 炎神戦隊ゴーオンジャー BUNBUN!BANBAN!劇場BANG!!（2008年）
  - 侍戦隊シンケンジャー 銀幕版 天下分け目の戦（2009年）
  - 天装戦隊ゴセイジャー エピックON THEムービー（2010年）
  - 海賊戦隊ゴーカイジャー THE MOVIE 空飛ぶ幽霊船（2011年）
  - 特命戦隊ゴーバスターズVS海賊戦隊ゴーカイジャー THE MOVIE（2013年）
  - 劇場版 獣電戦隊キョウリュウジャー ガブリンチョ・オブ・ミュージック（2013年） - キョウリュウブルー[12]
  - 獣電戦隊キョウリュウジャーVSゴーバスターズ 恐竜大決戦! さらば永遠の友よ（2014年） - トッキュウ2号[2]
  - 烈車戦隊トッキュウジャー THE MOVIE ギャラクシーラインSOS（2014年） - トッキュウ2号[12]
  - 烈車戦隊トッキュウジャーVSキョウリュウジャー THE MOVIE（2015年）
  - 手裏剣戦隊ニンニンジャー THE MOVIE 恐竜殿さまアッパレ忍法帖!（2015年） - スターニンジャー[69]
  - 手裏剣戦隊ニンニンジャーVSトッキュウジャー THE MOVIE 忍者・イン・ワンダーランド（2016年） - スターニンジャー[12]、トッキュウ2号[12]
  - 劇場版 動物戦隊ジュウオウジャー ドキドキサーカスパニック!（2016年）
  - 劇場版 動物戦隊ジュウオウジャーVSニンニンジャー 未来からのメッセージ from スーパー戦隊 （2017年） - シシレッド[6]
  - 宇宙戦隊キュウレンジャー THE MOVIE ゲース・インダベーの逆襲（2017年） - シシレッド[12]、レフェリーインダベー [70]
  - 快盗戦隊ルパンレンジャーVS警察戦隊パトレンジャー en film（2018年） - パトレン1号[35]
  - 騎士竜戦隊リュウソウジャー THE MOVIE タイムスリップ!恐竜パニック!!（2019年）[66]
  - 劇場版 騎士竜戦隊リュウソウジャーVSルパンレンジャーVSパトレンジャー（2020年） - リュウソウブルー[12]
  - 魔進戦隊キラメイジャー エピソードZERO（2020年）[71]
  - 機界戦隊ゼンカイジャー THE MOVIE 赤い戦い! オール戦隊大集会!!（2021年）[72] - ゼンカイザー[73]
  - 暴太郎戦隊ドンブラザーズ THE MOVIE 新・初恋ヒーロー（2022年）
  - 映画 王様戦隊キングオージャー アドベンチャー・ヘブン （2023年）
  - 爆上戦隊ブンブンジャー 劇場BOON! プロミス・ザ・サーキット（2024年） - ビュン・ディーゼル[74]
  - ナンバーワン戦隊ゴジュウジャー 復活のテガソード（2025年）
- スーパーヒーロー大戦シリーズ
  - 仮面ライダー×スーパー戦隊 スーパーヒーロー大戦（2012年） - ゴーカイブルー[75]
  - 仮面ライダー×スーパー戦隊×宇宙刑事 スーパーヒーロー大戦Z（2013年） - キョウリュウブルー[75]
  - 平成ライダー対昭和ライダー 仮面ライダー大戦 feat.スーパー戦隊（2014年）
  - スーパーヒーロー大戦GP 仮面ライダー3号（2015年）
  - 仮面ライダー×スーパー戦隊 超スーパーヒーロー大戦（2017年）

### オリジナルビデオ
- スーパー戦隊シリーズ
  - 帰ってきた侍戦隊シンケンジャー 特別幕（2010年）
  - 帰ってきた特命戦隊ゴーバスターズVS動物戦隊ゴーバスターズ（2013年）
  - 獣電戦隊キョウリュウジャー でたァ〜ッ! まなつのアームド・オンまつり!!（2013年）
  - 帰ってきた獣電戦隊キョウリュウジャー 100 YEARS AFTER（2014年） - キョウリュウブルー[76]
  - 手裏剣戦隊ニンニンジャー アカニンジャーVSスターニンジャー百忍バトル!（2015年）
  - 行って帰ってきた烈車戦隊トッキュウジャー 夢の超トッキュウ7号（2015年）
  - 特捜戦隊デカレンジャー 10 YEARS AFTER（2015年） - デカブルー[77]、マイクル・マイクソン[78]
  - 帰ってきた手裏剣戦隊ニンニンジャー ニンニンガールズVSボーイズ FINAL WARS（2016年） - スターニンジャー[12]
  - 動物戦隊ジュウオウジャー スーパー動物大戦（2016年） - キョウリュウブルー[79]
  - 帰ってきた動物戦隊ジュウオウジャー お命頂戴!地球王者決定戦（2017年）
  - 宇宙戦隊キュウレンジャー Episode of スティンガー（2017年）
  - 機界戦隊ゼンカイジャーVSキラメイジャーVSセンパイジャー（2022年） - ゼンカイザー[44]
  - 暴太郎戦隊ドンブラザーズVSゼンカイジャー（2023年） - 朝田刑輔[80]、ゼンカイザー[80]、キジブラザー[80]
  - 王様戦隊キングオージャーVSドンブラザーズ（2024年） - 朝田刑輔[8]、ゼンカイザーブラック[8]、キジブラザー[8]、スパイダークモノス[8]、兵士[8]
  - 王様戦隊キングオージャーVSキョウリュウジャー（2024年） - キョウリュウブルー[8]、スパイダークモノス[81]
  - 爆上戦隊ブンブンジャーVSキングオージャー（2025年） - 朝田刑輔[82]、兵士マサシ[82]、ビュン・ディーゼル[83]、スパイダークモノス[83]
- 仮面ライダーシリーズ
  - 仮面ライダーW RETURNS 仮面ライダーエターナル（2011年）
  - 仮面ライダーフォーゼ 超バトルDVD 友情のロケットドリルステイツ（2012年）
  - 鎧武/ガイム外伝 仮面ライダーデューク/仮面ライダーナックル（2015年）
  - 仮面ライダーゴースト 伝説!ライダーの魂! 1号&平成編（2016年）
  - 仮面ライダーエグゼイド トリロジー アナザー・エンディング Part.II仮面ライダーパラドクスwith仮面ライダーポッピー（2018年）
  - ビルド NEW WORLD 仮面ライダーグリス（2019年）
  - 仮面ライダージオウ NEXT TIME ゲイツ、マジェスティ（2020年）
- 宇宙刑事ギャバン伝説（2012年） - ギャバンtypeG[5]

### 舞台
- 戦国BASARA（2009年）
- 戦国BASARA〜蒼紅共闘〜（2010年） - アンサンブル

### 戦隊シリーズショー
- 騎士竜戦隊リュウソウジャー（2020年）  
  - 「Gロッソ、最後の戦い！これが俺たちの騎士道だ！！」-リュウソウブルー
- 王様戦隊キングオージャー(2024年)
  - 「王様、この地に集う！ 」-スパイダークモノス
- 爆上戦隊ブンブンジャーショー(2024年)
  - 「シアターGロッソに現る!!」-ブンレッド

### イベント
- ココセコムイベント（2008年9月15日、千葉マリンスタジアム） - 警備員
- 花やしき大江戸ステージお正月公演（2008年12月26日 - 2009年1月5日、花やしき） - 服部半蔵
- MASKED RIDER LIVE&SHOW 〜十年祭〜（2009年6月28日、東京国際フォーラム） - アクション
- JAEスペシャルイベント「スーパーライブ&トークショー」〜俺たち参上!!～（2009年9月11日、Gロッソ） - アクション
- 花やしき大江戸ステージお正月公演（2010年1月2日 - 4日、花やしき） - 同心
- JAEスペシャルイベント Vol.2 FEB.21イベント「俺たち参上!! VS ?!!」（2010年2月20日・21日、C.C.レモンホール） - アクション
- ココセコムイベント（2010年8月14日、千葉マリンスタジアム） - ショッカー戦闘員
- JAE SEED HORROR SHOW in Puroland（2011年8月6日、サンリオピューロランド）
- バンプレスト博覧会「TIGER & BUNNYステージ」（2012年3月4日、幕張メッセ） - バーナビー
- JAE SEED Tantei Story in Puroland（2012年3月24日、サンリオピューロランド）
- JAE "春"プレミアムイベント 〜Jump Up!〜（2016年4月9日）

### バラエティ
- にじいろジーン（2016年11月19日、関西テレビ）
- 日曜もアメトーーク! 「スーパー戦隊芸人」（2017年7月30日、テレビ朝日）

### PV
- Queen & Elizabeth「Love♡Wars」 - マスカレイド・ドーパント
- everset「Shooting Star」 - ダスタード
- 鬼龍院翔 from ゴールデンボンバー「Life is SHOW TIME」 - 仮面ライダーウィザード
- コンプリートビデオライダー極 - 仮面ライダー剣、仮面ライダーウィザード

### ネットムービー
- 仮面ライダーシリーズ
  - ネット版 仮面ライダーオーズ ALLSTARS 21の主役とコアメダル（2011年） - ガメル
  - ネット版 仮面ライダーフォーゼ みんなで授業キターッ!（2012年）
  - ネット版 仮面ライダー×スーパー戦隊 スーパーヒーロー大変 〜犯人はダレだ?!〜（2012年） - 仮面ライダー2号
  - dビデオスペシャル 仮面ライダー4号（2015年）
  - 仮面戦隊ゴライダー（2017年）
  - 仮面ライダージオウ スピンオフ PART1『RIDER TIME 仮面ライダーシノビ』（2019年）
  - 仮面ライダーゲンムズ ―ザ・プレジデンツ―（2021年）
  - 仮面ライダーゲンムズ スマートブレインと1000%のクライシス（2022年）
  - 仮面ライダーアウトサイダーズ（2022年）
  - 仮面ライダージュウガVS仮面ライダーオルテカ（2023年）
  - ギーツエクストラ 仮面ライダータイクーンmeets仮面ライダーシノビ（2023年）
  - ギーツエクストラ 緊急特番 蔵出し！デザグラスペシャル（2023年）
  - 仮面ライダー 令和のゴージャス運動会（2024年、YouTube） - 仮面ライダーゼロワン
- スーパー戦隊シリーズ
  - from Episode of スティンガー 宇宙戦隊キュウレンジャー ハイスクールウォーズ（2017年）
  - 快盗戦隊ルパンレンジャー＋警察戦隊パトレンジャー 〜究極の変合体！〜（2018年）
  - 警察戦隊パトレンジャー Feat. 快盗戦隊ルパンレンジャー ～もう一人のパトレン2号～（2018年）
  - 「暴太郎戦隊ドンブラザーズ」meets「仮面ライダー電王」目指せ！ドン王（2022年）
  - 暴太郎戦隊ドンブラザーズvs暴太郎戦隊ドンブリーズ（2023年）
  - 王様戦隊キングオージャー IN SPACE（2024年）
  - ナンバーワン戦隊ゴジュウジャー アニバーサリー討論会（2025年） - ゼンカイザー
  - 爆上戦隊ブンブンジャー formation lap 始末屋 オブ ギャラクシー（2025年） - ビュン・ディーゼル